# 拉克氏鬼蛛
拉克氏鬼蛛（学名：Araneus laglaizei）为金蛛科鬼蛛屬下的一个种。